# Ляйтгеб, Кристоф
Кри́стоф Ля́йтгеб (нем. Christoph Leitgeb; род. 14 апреля 1985[…], Грац) — австрийский футболист, полузащитник. Выступал за сборную Австрии.

## Карьера

### Клубная
Воспитанник футбольной школы клуба «Штурм» из Граца, с 2003 года выступал в составе любительской команды, а с 2005 года играл уже за основную команду, в составе которой дебютировал 20 сентября в матче против венского «Рапида».
В июле 2007 года перешёл в клуб «Ред Булл» (Зальцбург), которому его трансфер обошёлся в 1 700 000 евро. Дебютировал в составе «Зальцбурга» уже 11 июля в матче против альтахского «Райндорфа», сумев сразу забить и свой первый гол за новый клуб, затем в том же году участвовал в составе клуба в квалификационном раунде Лиги чемпионов и в первом круге Кубка УЕФА.

### В сборной
В составе главной национальной сборной Австрии дебютировал 23 мая 2006 года в товарищеском матче со сборной Хорватии. Участник чемпионата Европы 2008 года.

## Достижения
«Ред Булл (Зальцбург)»
- Чемпион Австрии (9): 2008/09, 2009/10, 2011/12, 2013/14, 2014/15, 2015/16, 2016/17, 2017/18, 2018/19
- Обладатель Кубка Австрии (6): 2011/12, 2013/14, 2014/15, 2015/16, 2016/17, 2018/19